# ركاب (تعز)
ركاب هي إحدى قرى جمهورية اليمن. تتبع جغرافيا لمحافظة تعز وإداريًا لمديرية مقبنة. يبلغ تعداد سكانها 2295 نسمة حسب الإحصاء الذي أجري عام 2004.